# Fujimi (Saitama)
Fujimi (富士見市 Fujimi-shi?) es una ciudad que se encuentra en Saitama, Japón.
Según datos del 1 de octubre de 2003, la ciudad tiene una población estimada de 105.357 habitantes y una densidad de 5.348,07 personas por km&sup2. El área total es de 19,70 km&sup2.
La ciudad fue fundada el 10 de abril de 1972.